# Silvina Pérez
Pour les articles homonymes, voir Perez.
Silvina Pérez (née à Buenos Aires) est une journaliste italienne d'origine argentine qui a contribué à des émissions télévisées en Italie et dirigé la rédaction de la version espagnole de 'L'Osservatore Romano.

## Biographie
Elle a été agent de presse du Ministère des Affaires étrangères italien de 1999 à 2001.
Elle gère les programmes d'information politique Millenium et Agorà (it) sur RaiTre, et a contribué sur La7, dans l'émission Piazzapulita (it), ainsi que par des reportages depuis 2004.

### Au service deL'Osservatore Romano
Elle dirige l'édition hebdomadaire en langue espagnole depuis 2015, et collabore avec Marcelo Figueroa pour l'édition hebdomadaire argentine. Elle contribue aussi au supplément féminin mensuel dirigé par Lucetta Scaraffia.

## Écrits
- Silvina Pérez, Lucetta Scaraffia et Giovanni Maria Vian (trad. de l'italien), François : le Pape américain, Paris, Presses de la Renaissance, 22 juin 2017, 162 p. (ISBN 978-2-7509-1388-5)